# O Programa Agrário: da Social-Democracia na primeira revolução russa de 1905-1907
O programa agrário da Social-Democracia na primeira revolução russa de 1905-1907 é um livro ecrito por Lenin em 1907 e publicado em São Petersburgo em 1908. com o objetivo de fundamentar o programa agrário de nacionalização da terra. A edição foi represada e queimada pela policia czarista, e o livro só se divulgou a partir de sua segunda edição, em 1917.

## Analise
Expõe quais eram as bases econômicas e a essência da revolução agrária na Rússia. Constata a existência do latifundismo e de milhões de pequenas fazendas de camponeses que viviam na iminência da fome, na pobreza e na ignorância. A partir das estatísticas registra quatro grupos de possessões territoriais: as da multitude de economias camponesas pobres; uma minoria de camponeses médios que conseguiam manter sua família; outra minoria de camponeses ricos que se convertiam em burguesia rural e, os latifundiários, com grandes extensões territoriais.
Para Lenin a tendencia objetiva da luta camponesa na Rússia apontava à destruição da grande propriedade dos terratenentes e ao passo da terra as mãos dos camponeses. Pensava que a propriedade agrária dos latifundiários é a base do jugo que oprime o campesinato e o torna atrasado.
Nesta obra Lenin expõe a teoria dos dois tipos de desenvolvimento capitalista do campo: o tipo "prussiano" o junker, a partir da grande propriedade terratenente; e o tipo "norte-americano" o farmer, a partir dos camponeses. A situação russa se caracterizava, segundo Lenin, pela luta entre estos dos tipos de desenvolvimento rural e, à social-democracia e a la classe operaria deviam apojar decididamente aos camponeses na luta, e no desenvolvimento pela via camponesa.
Para Lenin a via terratenente de desenvolvimento era a menos rápida, significava um desenvolvimento retardado do capitalismo pela carga da renta do solo, expressada nos altos preços da terra ou em altos arrendamentos e, além disso, ocasionava o sofrimento, a opressão e a exploração das massas camponesas e proletárias, em graus consideravelmente majores. Consequentemente, considerou que em contradição com a burguesia liberal, desde o ponto de vista operário socialista, a via camponesa era a mais adequada e que determinava a dimensão e a profundidade da revolução.

## Debate
Com estas premissas, Lenin criticou as posições das classes sociais e partidos políticos russos, incluído o Partido Operário Social-Democrata Russo (POSDR). Segundo ele, a burguesia liberal e seu partido kadete procuravam preservar a fazenda terratenente, enquanto entregavam aos camponeses em luta só algumas parcelas de terra com pagamento aos latifundiários de “resgate” (indemnização), que Lenin considerava um ”tributo imposto ao desenvolvimento social”, pelo que exigia confiscar os latifúndios.
Segundo Lenin, o programa que os social-democrata russos aprovaram no seu IIº Congresso acertou em definir a contradição}aão de interesses entre os camponeses e os latifundiários, mas cometeu o erro de dirigir a reforma agrária apenas contra as terras que serviam para uma "avassaladora exploração feudal", separandoas das explorados de forma capitalista, em vez de dirigi-la contra toda a propriedade fundiária, como sim fazia a luta camponesa.
No IVº Congresso social-democrata, os mencheviques propuseram que os camponeses ficassem com a propriedade das suas próprias terras e que a terra dos latifundiários fosse municipalizada, mas os camponeses queriam fazer passar toda a terra para as mãos do povo. Os trudoviki e socialistas-revolucionários falavam que os camponeses russos, pelo seu espírito de comunidade, simpatizavam com a socialização, a igualdade e o princípio do trabalho, mas estas "utopias pequeno-burguesas" com que os partidos e grupos "populistas" revestiam a luta das massas camponesas contra a propriedade latifundiária e, em geral, pela nacionalização e contra a propriedade privada da terra, expressava uma aspiração progressista e em absoluto e necessária do ponto de vista econômico, a via camponesa do desenvolvimento.

## Marco teórico
Lenin defendeu suas teses agrárias baseado na teoria da renta do solo de Karl Marx, quem diferenciava a renta absoluta, obtida pelo açambarcamento da propriedade privada da terra, e de outro lado as rentas diferenciais, que resultam das diferentes qualidades e ubicações do solo o do investimento de capital e a inovação tecnológica ca produção. Para Marx, a renda absoluta é una carga que obstaculiza y demora o desenvolvimento capitalista, mas as rendas diferenciais, são parte do próprio desenvolvimento capitalista.
Assim, como para Marx, para Lenin a nacionalização da terra não era em si mesma uma reivindicação socialista, pois não significava terminar as relações capitalistas, senão que incluso podia acelerar o desenvolvimento capitalista. Mas, segundo o epílogo do livro escrito por Lenin em 1917, na Rússia em esse momento, la nacionalização da terra não só era a "última palavra" da revolução democrático burguesa, senão também "um passo ao socialismo".

## 1917
Depois da Revolução de fevereiro de 1917 o crescimento do movimento agrário em toda a Rússia foi um facto evidente e indiscutível para todos. Conforme as estatísticas oficiais, em maio de 1917 aconteceram cerca de 150 casos de tomadas de terra pelos  camponeses à força, em agosto quase 500 e em setembro perto de 1.000. Nesse momento, “em que se colocava a questão de apoiar ou reprimir o movimento de massas dos camponeses, os bolchevique se colocaram, de fato, ao lado dos camponeses e lutaram pela confiscação dos latifundios.
A realidade da revolução russa de outubro de 1917, levou a prática o programa da nacionalização da terra defendido por Lenin no IVº Congresso social-democrata. Os bolcheviques apoiaram o programa camponês e, uma vez no poder os soviets decretaram todas as medidas propostas pelo congresso dos camponeses, que seguiram os bolcheviques, só porque eles realizaram o programa camponês.
O Segundo Congresso dos Sovietes de Toda a Rússia declarou lei provisional o conteúdo íntegro do “Mandato Camponês” publicado pelo Soviet de deputados camponeses e redigido sobre a base dos 242 mandatos camponeses locais.
Com a mesma visão de realizar o programa dos camponeses revolucionários para obter o apoio camponês para a revolução proletária, o III Congresso Pan-Russo dos Sovietes aprovou em 18 de janeiro de 1918 a Lei Fundamental de Socialização da Terra. A aquisição de terras pelos mais pobres o campesinato causou um aumento significativo na proporção de camponeses médios.
Em 1917, em meio da revolução, Lenin escreveu um epílogo de seu livro sobre o programa agrário, em que argumentou que na situação criada na Rússia naquela época, a nacionalização da terra não só era a "última palavra" da revolução democrática, mas também " um passo para o socialismo ".